# فرنسيس بوخهولتس
فرنسيس بوخهولتس (بالألمانية: Francis Buchholz)‏ (و. 1954  م) هو موسيقي، ورائد أعمال، ومنتج أسطوانات، وملحن ألماني، ولد في هانوفر، يستخدم آلات قيثارة.

## التعليم
تعلم في جامعة هانوفر.

## وصلات خارجية
- فرنسيس بوتشولز على موقع IMDb (الإنجليزية)
- فرنسيس بوتشولز على موقع ميوزك برينز (الإنجليزية)
- فرنسيس بوتشولز على موقع ديسكوغز (الإنجليزية)
- فرنسيس بوتشولز على موقع قاعدة بيانات الفيلم (الإنجليزية)

- فرنسيس بوخهولتس في قاعدة بيانات الأفلام على الإنترنت